# 张瑞麟 (1911年)
张瑞麟（1911年2月—1999年5月25日），曾用名张秉文，男，辽宁锦州石山镇关家窝棚（一作吉林新城）人，中华人民共和国政治人物，曾任黑龙江省政协副主席，黑龙江省人大常委会副主任，第三、四、五、六届全国政协委员，第五届全国人大代表。

## 生平
1933年在中共地下党员曹国安引导下參加革命，1933年2月隨曹国安打入僞滿铁道警备第五旅第十四团迫击炮连做兵運工作。1933年5月加入中国共产党，策劃迫擊炮連起義，于1933年5月31日改編為中国工农红军第三十二军南满游击总队迫击炮独立大队，任独立大队中队长、第一大队长。1933年8月在哑巴梁子战斗中右下颚和左肩负伤，被派遣到哈尔滨的满洲省委工作。1934年1月到扶余县三岔河镇工作。1934年8月组建了三岔河镇地下黨支部。1936年2月任哈尔滨特委组织部长并兼任哈尔滨市委书记，负责筹建新市委。当时，哈尔滨市共有9个支部90余名党员，还有反日会、妇女救国会等群众组织。1937年3月哈东特委宣传部长傅景勋投敌，北满发生“四一五”大逮捕事件，党组织遭破坏、仅市委书记张瑞麟脱险，改名刘明久在铁路仓库做临时工。1937年8月，张瑞麟经同乡介绍到荣记小五金作坊当勤杂工并做饭，每月8元工钱，结识了三棵树铁路工厂工人董丽泉，在该工厂发展了一批工人党员，1938年8月组建了三棵树铁路工厂地下党支部，由张瑞麟直接领导。1939年2月接手经营荣记铁工厂，建立了荣记铁工厂党支部并自任书记。1940年3月到雙城縣的一支報號“庄稼人”的抗日山林队做秘密争取、团结教育工作，和“大掌柜”等八人结为盟兄弟，排行老六，报字“瑞麟”。1940年夏，东北抗日联军第三路军第十二支队（代理队长徐泽民）到“三肇”地区活動，张瑞麟与第十二支队取得联系，“庄稼人”抗日山林队被收编为第十二支队独立大队，任第十二支队宣传主任。1941年1月4日策動哈尔滨王岗镇的伪满第三飞行队起義。1941年，带抗聯小分队在巴彦、木兰、东兴、通河等县打游击。1942年10月末,北满省委书记金策在庆城县南山里主持召开龙南地区部队干部会议，张瑞麟参加了这次会议。“龙南会议”决定抗联第三路军在北满活动的50人编成3个小分队：于天放小分队在海伦、绥棱一带，朴吉松小分队在铁力、庆城山边，张瑞麟小分队在东兴、木兰县蒙古山一带。1943年春，张瑞麟小分队与金策带领的几个人相遇，金策派钼景芳、刘铁石去苏联向周保中、张寿筏（李兆麟）汇报，金策带张瑞麟等六、七人继续坚持。1943年抗联第三路军总参谋长兼第十二支队政委许亨植(即许克、李照山、李三龙)作战牺牲，其携带的文件包里装有“巴木东”地区的抗联群众组织名单及张瑞麟交给他的哈尔滨地下党组织情况、人员名单。日满当局发动“巴木东大检举”(巴木东事件)。1943年10月，根据抗联教导旅指示，张瑞麟随金策从通河县凤山镇大东北岔出发，辗转于1944年1月入境苏联，到抗联教导旅北野营驻地，任三营党总支专职副书记。
1945年9月隨蘇聯紅軍到齊齊哈爾，组建了“齐齐哈尔市民主大同盟”任主任委员。1946年1月，任嫩江省军政干校教育长，负责學校工作。嫩江省军区政治部副主任。
中華人民共和國成立后，任黑龙江省委统战部部长，黑龙江省政协常务副主席、党组副书记，省人大常委会副主任等职。1985年离休。
1995年俄罗斯联邦政府授予“世界反法西斯战争胜利50周年勋章”。1996年，俄罗斯联邦政府授予“朱可夫獎章”。